# جزيرة فيرلاتين

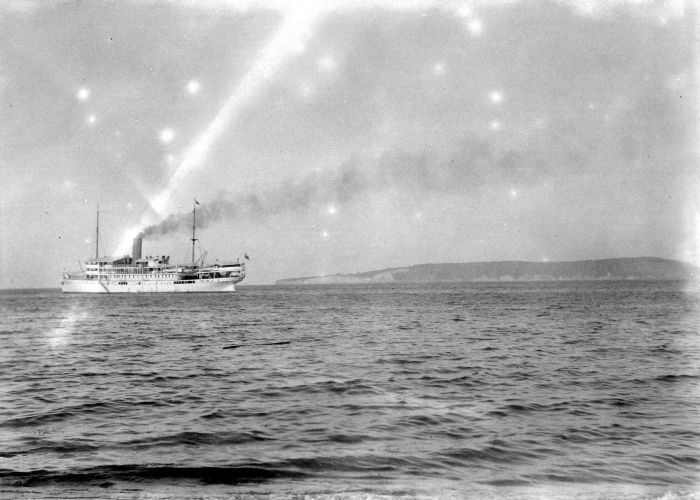

جزيرة فيرلاتين (بالهولندية: Abandoned، Deserted أو Forsaken. بالإندونيسية الحديثة: Sertung) هي جزيرة في مضيق سوندا في إندونيسيا، تقع بين جزيرتي جاوة وسومطرة. الجزيرة تعتبر جزء من أرخبيل كراكاتوا، والتي نشأت فوق بركان كراكواتا الشهير. بخلاف بعض الانهيارات الطفيفة في الجنوب الشرقي (الأقرب إلى جزيرة كراكاتوا الرئيسية) ، عانت جزيرة فيرلاتين من أضرار طفيفة في ثوران عام 1883. وبدلاً من ذلك نمت المنطقة 3 مرات تقريبًا بسبب سقوط الخفاف، على الرغم من تآكل معظم المكاسب بسرعة.

## الشكل
فيرلاتين هي جزيرة منخفضة إلى حد ما مع وجود تل في الوسط. بعد ثوران عام 1883 ، شكلت فيرلاتين مساحة منخفضة من الأرض إلى الشمال الشرقي مع بحيرة مالحة بالقرب من نهايتها. أصبحت هذه البحيرة ملاذا للطيور المائية، ولكن منذ ذلك الحين انتهكت بسبب تآكل الموجة.